# Indy Baijens
Indy Baijens (Zaandam, 4 febbraio 2001) è una pallavolista olandese, centrale dell'AGIL.

## Carriera

### Club
La carriera di Indy Baijens inizia nel settore giovanile dello Zaanstad, club della sua città natale. Approda nella pallavolo professionistica nella stagione 2017-18, quando debutta in Eredivisie con la formazione federale del Talent Team, dove milita per un biennio. Appena maggiorenne ottiene il primo ingaggio all'estero, firmando nella stagione 2019-20 per le francesi dell'Mulhouse, in Ligue A, mentre nella stagione seguente è di scena in Liga Siatkówki Kobiet, indossando la casacca del Chemik Police, con cui vince lo scudetto e la Coppa di Polonia.
Nel campionato 2021-22 si trasferisce in Germania per partecipare alla 1. Bundesliga con lo Schweriner, club dove milita per tre annate e col quale conquista una coppa nazionale, mentre nell'annata 2024-25 approda nella Serie A1 italiana, indossando la casacca della Savino Del Bene: tuttavia a campionato in corso si trasferisce al Firenze, nella stessa divisione, dove gioca anche nell'annata seguente, ma difendendo i colori dell'AGIL.

### Nazionale
Fa parte delle selezioni giovanili olandesi, venendo convocata dalla nazionale under 18, under 19 e under 20.
Nel 2019 fa il suo debutto in nazionale maggiore durante la Volleyball Nations League. Si aggiudica poi la medaglia di bronzo al campionato europeo 2023.

## Palmarès

### Club
- Campionato polacco: 1

2020-21
- Coppa di Polonia: 1

2020-21
- Coppa di Germania: 1

2022-23